# Ungerska statsoperan

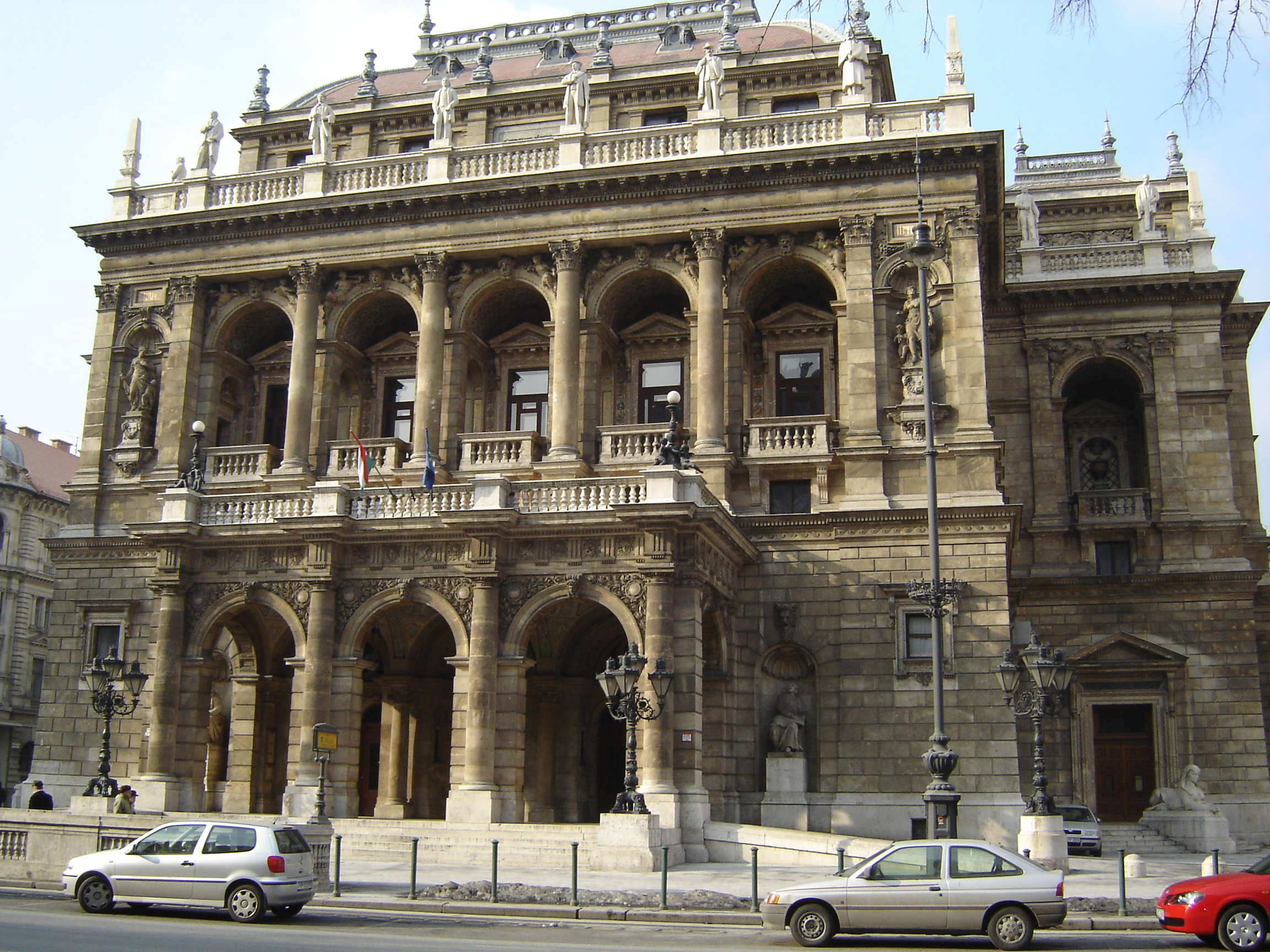
Operahuset i Budapest

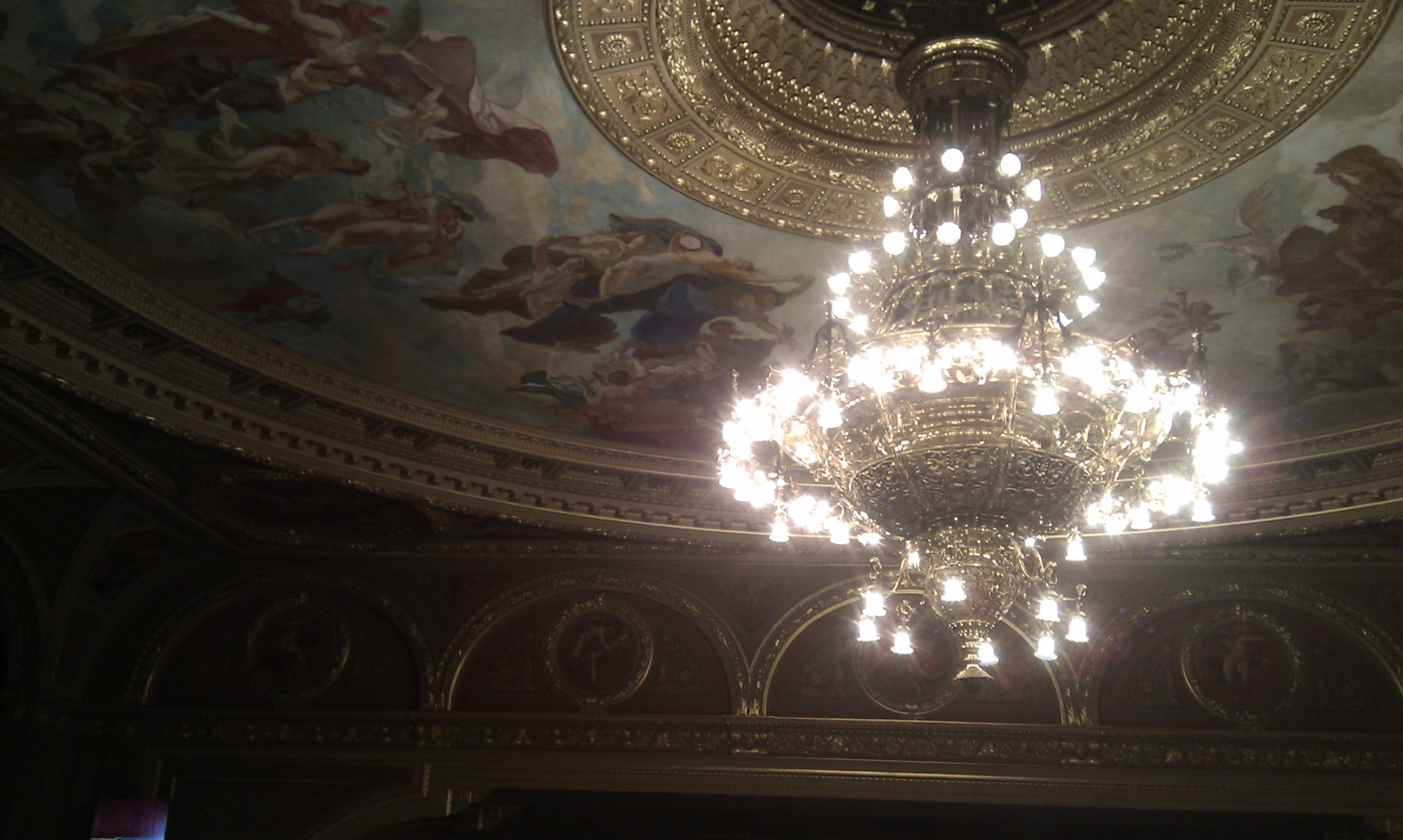
Den stora takkronan med takmålningen

Ungerska Statsoperan (ungerska: Magyar Állami Operaház) ligger på den kända paradgatan Andrássy út, i centrala Budapest.
Byggnaden stod klar 1884 och anses vara en av arkitekten Miklós Ybls främsta verk. Stilen är nyrenässans och många anser att operan hör till de vackraste i världen. Salongen har 1220 sittplatser. Takkronan som hänger inne i operasalongen väger 2722 kg och ovanför den kan man skåda Kárloy Lotz kända takmålning av de grekiska gudarna på Olympen.